# Stereodon ericoides
Stereodon ericoides là một loài Rêu trong họ Hypnaceae. Loài này được (Hook.) Mitt. miêu tả khoa học đầu tiên năm 1859.